# 托多克聖庇護十世教堂
聖庇護十世教堂（西班牙語：Iglesia de San Pío X）是一座位于西班牙加那利群岛自治区拉帕爾馬島中洛斯利亚诺斯-德阿里达内市镇内托多克区的一座天主教堂。教堂建于1954年，在2021年老昆布雷火山爆發中被完全摧毁。它是世界上第一座献给教皇庇護十世的教堂。

## 建筑设计

### 外观
這座教堂是在西班牙内战時期結束後由該鎮居民自己建造的，建筑採用当地流行的加那利建築風格，同时也融合了穆德哈爾的建筑风格。
建筑的前牆由磚塊砌成；位于前墙的上方有一個突起的屋簷，形狀略類似於梯形，屋檐铺设有阿拉伯瓦；屋檐的門廊下方由四根帶有矩形底座的柱子支撐；整个屋檐结构构成了教堂的外厅，外厅的底座由石块铺设，而頂部则是托斯卡納柱式的柱頭。教堂正门的入口则呈半圓拱形，而在教堂大厅的顶楼有一扇簡易的玫瑰窗。山牆部分的屋頂有突出的扶壁和封閉的窗戶。以大门为基准的教堂的主视图的左側是鐘樓，钟楼的俯视图呈方形，分為兩部分，有一個陽台、一個時鐘和一個圓錐形圓頂，圓頂上有一個八角形底座，上面有一個十字架。大門左側有一塊小牌匾，上面寫著：
 PRIMER TEMPLO DEL ORBE CATÓLICO

 DEDICADO A LA ADVOCACIÓN DEL

 GRAN PONTÍFICE DE LA EUCARISTIA

 PIO X

 XXX - V - MCMLIV

 TODOQUE 19 - 8 - 84
牌匾文字的中文大意为：天主教世界第一座致力於响应教宗庇護十世的倡導聖體聖事的教堂，建立于1954年5月30日。牌匾于1984年8月19日在托多克设立。

### 内饰
教堂的內部设有一個長方形的平面结构和一個中殿结构，地面铺设有有格子地板和木製天花板。主教堂的裝飾非常簡單，裝飾有祭壇畫，平面呈矩形，位於半圓形拱門後面，由方形基座的鑲嵌柱支撐。主祭壇由一個含三條过道的主结构、一張長凳和一個閣樓組成，全部由彩色和大理石木材製成。中央壁龕有一個分段式拱門，由壁柱構成，雕刻著令人悲痛的耶穌被釘在十字架上的雕刻，而側面的壁龕有半圓形拱門，有紋理，大小是中央壁龕的一半，上面刻有耶穌受難的雕像。左邊是迦密聖母，右邊是教宗庇護十世的大象。在側面壁龕和閣樓之間，有突出的楣板，分別在左側和右側展示了卡梅爾聖母和庇護十世的盾牌，這些盾牌由壁柱和側面壁龕構成，並通過簡單的連接與這些壁龕分開。閣樓的周圍環繞著鱼鰭结构和尖塔，頂部设有三角形的山牆，以鴿子图案的样式展示了聖父、耶穌和聖靈的圖像，形成了三位一體的圖像。

## 毀滅
2021年9月19日，位于埃爾帕索附近的卡貝薩德瓦卡松林（西班牙語：Cabeza de Vaca）附近的老昆布雷火山開始噴發，尽管當天教堂仍然處於當局設立的火山爆发灾害的安全範圍內。而在距离首次火山爆发事件报告十六個小時後，火山喷发產生了三股高度達六公尺的熔岩流。在9月21日14时后，火山爆发的主要熔岩流以时速为每小時約120米的速度抵達托多克地區。随着熔岩流对教堂可能产生的威胁越来越大时，当地人便将教堂内的各種物件拆除，包括繪畫、禮拜物品和聖物；而剩下的祭坛绘画无法被拆卸，最终和长凳一样被熔岩流摧毁。尽管在9月26日前，熔岩流出现了明显的减速现象（移速低于每小时4米），然而在9月26日当天，熔岩流的移速又恢复到了每小时100米，当天的熔岩流不仅抵达托多克，且向人口密集区移动了150米。受熔岩流的影响，在9月26日的17时55分，该教堂的钟楼倒塌，加那利广播电视台的节目BTC Connection对事件进行了现场的全程直播。